# Rothbury (Michigan)
Rothbury è un villaggio degli Stati Uniti d'America, situato nello Stato del Michigan, nella contea di Oceana.